# Yoshinori Okada
Yoshinori Okada (岡田 義徳?, Okada Yoshinori; Ōno, 19 marzo 1977) è un attore giapponese, ha interpretato importanti ruoli di supporto in numerosi dorama (serie televisive), ma anche in film unici come Densha otoko.
È stata la sorella a convincerlo inizialmente a partecipare ad un'audizione; molto versatile ha interpretato vari e differenti personaggi nel corso della sua carriera; affiancato da famosi giovani idol come Kazuya Kamenashi, Tomohisa Yamashita, Tōma Ikuta, Kōji Seto e Ryōsuke Yamada. Negli ultimi anni è stato attivo anche come doppiatore; ha l'hobby dell'artigianato.
Diplomato alla scuola superiore, ha ricevuto il premio come miglior attore non protagonista al 31º festival di Yokohama per Nonchan Noriben.

## Filmografia
- 2012: Monsters (ep1)
- 2012: Mirai Nikki: Another World
- 2012: Ataru - (ep5)
- 2010: Hidarime Tantei Eye
- 2009: Nonchan Noriben
- 2009: Ghost Friends
- 2009: Atashinchi no danshi (FujiTv)
- 2008: Oh! My Girl!
- 2008: Atsuhime (TV)
- 2008: The Quiz Show (TV)
- 2007: Utahime (ep1)
- 2007: Sexy Voice and Robo
- 2007: Hanazakari no kimitachi e - Ikemen Paradaisu (TV)
- 2005: Nobuta o produce (TV)
- 2005: Densha Otoko
- 2005: Detroit Metal City
- 2004: Kamikaze Girls
- 2002: Taiyō no kisetsu
- 2001:  Kabachitare
- 1996: Iguana no musume
- 1995: Nagisa no Shindobaddo

## Doppiaggio
- 2006: Tekkonkinkreet - Soli contro tutti
- 2009: Redline